# 21 värsta!!!
21 värsta!!! från 1982 var den svenske artisten Eddie Meduzas första samlings-LP.
LP:n innehöll två låtar från Meduzas första album ("Napoleon" och "Snus-kig blues"), fem låtar från hans andra album ("Rocky Rocky", "Punkjävlar", "Yea, yea, yea", "Honey B" och "Skyrider"), tre låtar från hans tredje album ("Såssialdemokraterna", "Summertime Blues" och "Mississippi way") och fem låtar från hans fjärde album ("Jeany Jeany", "Mera brännvin", "Volvo", "34:an" och "Gasen i botten"). Därtill ingick tre singelbaksidor ("Norwegian boogie", "Oh, what a Cadillac" och "Roll Over Beethoven") samt två coverlåtar ("Buona sera" och "California Sun").

## Låtlista
Sida ett
1. "Såssialdemokraterna"
2. "Jeany Jeany"
3. "Buona Sera"
4. "Mera brännvin"
5. "Napoleon"
6. "Rocky Rocky"
7. "California Sun"
8. "Volvo"
9. "34:an"
10. "Punkjävlar"
11. "Norwegian boogie"

Sida två
1. "Summertime Blues"
2. "Gasen i botten"
3. "Roll Over Beethoven"
4. "Snus-kig Blues"
5. "Mississippi Way"
6. "Yea, yea, yea"
7. "Oh, What a Cadillac"
8. "Honey B"
9. "Skyrider"
10. "Lovers on the Run"

## Listplaceringar
| Lista (1982) | Topplacering |
| ------------ | ------------ |
| Sverige      | 22           |

### Fotnoter
1. ↑  Listplacering